# 't Ribbelt
 't Ribbelt is een wijk in de Nederlandse stad Enschede.

## Algemeen
't Ribbelt is gelegen in het noordoosten van Enschede. In de wijk staan voornamelijk huurwoningen, maar er is ook een redelijk contingent koopwoningen.
De wijk bestaat uit de delen 't Ribbelt en Schreurserve, waarin zowel vooroorlogse als naoorlogse woningen staan. Rond eind 20e eeuw is er ook veel nieuwbouw gerealiseerd. Wegen in deze wijk zijn de Oldenzaalsestraat (Provinciale weg 733), Kotkampweg en Leemhof
Samen met Park Stokhorst en Stokhorst Noord vormen 't Ribbelt en Schreurserve het werkgebied van de wijkraad 't Ribbelt.

## Sport
- Sportpark ‘Schreurserve’ wordt gebruikt door sv Vosta en Sparta Enschede (voetbal).
- Sportpark ‘De Kroedkotten’ is het home van Tex Town Tigers (honk- en softbal).
- In wijkcentrum 't Volbert hebben bridgeclub ‘De Boerderie’, schaakvereniging Park Stokhorst en tafeltennisvereniging 't Volbert hun speelavonden. Scouting 't Volbert maakt gebruik van de schuren van deze voormalige boerderij.

## Cultuur
Het aanbod aan cultuur is erg gering. Er is een sportschool en er worden activiteiten aangeboden in wijkvoorziening 't Volbert.

## Winkelcentra
Het winkelcentrum in dit gebied heet ‘Winkelcentrum 't Ribbelt’.

## Wijkbladen
In dit gebied bestonden decennialang twee wijkbladen, die elkaar meer of minder overlapten: Wijkkrant 't Ribbelt voor 't Ribbelt en Op Stok, Wijkblad voor Park Stokhorst. In januari 2000 zijn deze kranten samen verdergegaan onder de naam Wijkkrant 't Ribbelt. Sinds 2009 is er geen wijkblad meer. Informatie over de wijk is soms te vinden in het huis-aan-huisblad Huis-aan-huis Enschede.